# سیارک ۲۲۵۸۱
سیارک ۲۲۵۸۱ (به انگلیسی: 22581 Rosahemphill، نامگذاری:1998HH77) بیست و دو هزار و پانصد و هشتاد و یکمین سیارک کشف شده‌است که در ۲۱ آوریل ۱۹۹۸ کشف شد.
قدر مطلق سیارک برابر ۱۲.۹ است.